# Uidong Valley
Das Uidong Valley ist ein Tal auf King George Island im Archipel der Südlichen Shetlandinseln. Auf der Weaver-Halbinsel liegt es nördlich des North Spit und öffnet sich nach Westen zur Maxwell Bay.
Südkoreanische Wissenschaftler benannten es nach einem gleichnamigen Tal am Berg Bukhansan nördlich der südkoreanischen Hauptstadt Seoul.